# Asesinato de Sian Kingi
Sian Kingi (Nueva Zelanda; 16 de diciembre de 1974 - Tinbeerwah, Queensland; 27 de noviembre de 1987) era una niña neozelandesa-australiana de doce años y ascendencia parcialmente maorí que fue secuestrada, violada y asesinada en Noosa, región australiana de Queensland, en noviembre de 1987. Barrie John Watts y Valmae Faye Beck, un matrimonio, fueron condenados en 1988 por el muy publicitado crimen. Watts fue condenado a cadena perpetua sin libertad condicional. Beck habría podido optar a la libertad condicional tras 14,5 años, pero falleció cuando aún estaba encarcelada.

## Desaparición
Alrededor de las 16:30 horas del viernes 27 de noviembre de 1987, Sian Kingi, una escolar de doce años, fue vista por última vez cuando volvía a casa después del colegio en su bicicleta amarilla de 10 velocidades, cerca de Pinnaroo Park, en Noosa Heads. Justo antes, Kingi había ido de compras con su madre, y después tomó su camino habitual a casa a través del parque. Cuando su madre llegó a casa y Kingi no estaba allí como esperaba, se supuso que se había encontrado con amigos de su colegio o de su equipo de voleibol y se había retrasado. Más tarde, cuando seguía sin regresar, su madre empezó a llamar a casa de sus amigas sin éxito. A las 8 de la tarde, los padres de la joven empezaron a seguir sus pasos y, tras recuperar la bicicleta abandonada en el parque, acudieron a la policía local para denunciar la desaparición.

## Investigación
A pesar de la tardanza, la policía pudo ayudar a que se incluyera una denuncia de desaparición de Kingi en el periódico del día siguiente. La policía también empezó a recabar información sobre personas que habían estado en el parque en el momento de la desaparición. La policía no tuvo muchos datos hasta el descubrimiento del cadáver de Kingi el 3 de diciembre de 1987, a 15 kilómetros de distancia, en el lecho seco de un arroyo del bosque estatal de Tinbeerwah Mountain, posteriormente Parque Nacional de Tewantin.
En las semanas siguientes, a medida que la policía reunía pruebas, se relacionaron con el vehículo otros numerosos incidentes (aunque los datos exactos del vehículo variaban a menudo), entre ellos el comportamiento sospechoso del conductor y otros tres incidentes de agresión. La propietaria del vehículo, con matrícula victoriana LLE-429, fue identificada finalmente como Valmae Beck. Beck y su marido Barrie Watts, que se habían casado un año antes, vivían en Perth, pero se habían trasladado a Victoria antes de alquilar una propiedad en Lowood (Queensland). Ambos tenían numerosos antecedentes penales y estaban en libertad bajo fianza.
Cuando la policía visitó la propiedad de Lowood el 11 de diciembre, las pruebas indicaban que Watts y Beck habían estado allí por última vez el 4 de diciembre (cuando se conoció la noticia del hallazgo del cadáver). Los cortes de pelo y los kits de tinte indicaban que ambos habían cambiado de aspecto. Afortunadamente, el propietario de la vivienda había recibido el 10 de diciembre un giro postal de The Entrance (Nueva Gales del Sur), en concepto de alquiler de la pareja. La policía de paisano pudo entonces localizar y detener a la pareja allí el 12 de diciembre, y fueron extraditados a Queensland el 14 de diciembre.
La pareja fue acusada el 15 de diciembre de secuestro, violación y asesinato de Kingi. Durante el interrogatorio, Watts se negó a hablar, pero Beck se mostró más locuaz. Entre los comentarios de Beck y las grabaciones secretas de sus celdas contiguas, los investigadores pudieron recrear el crimen. Beck explicó cómo Watts, insatisfecho con ella porque era diez años mayor que él, había fantaseado con violar a una joven virgen. Tras varios intentos anteriores con otras víctimas en Ipswich, se fijaron en Kingi, y Beck la detuvo con la premisa de que buscaba a su caniche perdido. Después de que Kingi se apeara para ayudar, Watts la agarró por detrás y la obligó a entrar en la parte trasera de su coche, donde fue atada y luego conducida por Beck a Tinbeerwah. Kingi fue violada por Watts antes de ser apuñalada, estrangulada y abandonada.

## Juicio
En una vista celebrada en abril de 1988, Beck se declaró culpable del secuestro y la violación, e inocente del asesinato, mientras que Watts se declaró inocente de todos los cargos. La pareja fue juzgada por separado en el Tribunal de Magistrados de Noosa basándose principalmente en el testimonio de Beck. El juicio de Beck comenzó en octubre de 1988 y el de Watts en febrero de 1990. Beck fue declarado culpable el 20 de octubre de 1988 y condenado a tres años, cinco años y cadena perpetua por los tres cargos. Watts, que permaneció inconsciente durante el juicio, fue declarado culpable el 28 de febrero de 1990 y condenado a tres años, quince años y cadena perpetua por los tres cargos.

## Autoría: rasgos y condenas

### Barrie Watts
Fue condenado por los cargos de violación y asesinato, con pena de dos condenas consecutivas de cadena perpetua sin posibilidad de opción a libertad condicional. Durante el juicio, se reveló que Barrie Watts era un huérfano con un largo historial delictivo que había conocido a Beck en 1983 y se había casado con ella en 1986 en Perth. En 1995, fue juzgado por el asesinato de Helen Mary Feeney, que fue vista con vida por última vez el 29 de octubre de 1987, un mes antes del asesinato de Kingi. El caso fracasó por falta de pruebas. En 2007, en un esfuerzo infructuoso por promover sus posibilidades de libertad condicional, Watts confesó finalmente su implicación en el asesinato de Kingi.

### Valmae Beck
Fue condenado por los cargos de violación y asesinato, con pena de una condena a cadena perpetua sin libertad condicional de 14 años y medio. Valmae Beck tenía tres hermanos mayores, y a los doce años empezó a trabajar en una fábrica de ropa. A los quince años, debido a la negligencia de sus padres, pasó a estar bajo la tutela del Estado y pasó gran parte del período comprendido entre 1961 y 1972 entrando y saliendo de la cárcel. Durante su estancia en la cárcel de Perth, conoció a la asesina en serie Catherine Birnie y recibió su influencia. Antes de su relación con Watts, Beck tenía seis hijos de dos matrimonios anteriores.
En la cárcel, Beck era el blanco de sus compañeras y sufría frecuentes agresiones. En una ocasión, la golpearon en la cabeza con una lata metida en un calcetín, causándole lesiones graves. Finalmente, Beck tuvo que ser trasladada al Centro Correccional de Townsville. También se dice que se convirtió al cristianismo en esa época. Beck se divorció de Watts en 1990 y dijo que se arrepentía de todo lo que había hecho con él. En 1993, inició un romance con Robert John Fardon, un violador convicto.
Beck solicitó sin éxito la libertad condicional en tres ocasiones, y en 2007 se informó de que había cambiado legalmente su nombre por el de Fay Cramb. En mayo de 2008, fue ingresada en coma inducido en el hospital de Townsville tras una operación de corazón. La policía esperaba obtener una confesión en el lecho de muerte en relación con otros tres asesinatos sin resolver de mujeres jóvenes en la zona de Brisbane, pero Beck murió el 27 de mayo de 2008 sin recobrar el conocimiento.